# شیرین عسل (فیلم)
شیرین عسل (انگلیسی: Honey Sweet; کره‌ای: 달짝지근해: 7510) یک فیلم کمدی رمانتیک سال ۲۰۲۳ کره جنوبی به کارگردانی لی هان و با بازی یو هه جین، کیم هی سون، چا این پیو، جین سون کیو و هان سون هوا است. این فیلم در ۱۵ اوت ۲۰۲۳ منتشر شد.

## بازیگران
- یو هه جین در نقش چی هو
- کیم هی سون در نقش ایل یونگ
- چا این پیو در نقش سوک هو
- جین سون کیو در نقش بیونگ هون
- هان سون هوا در نقش اون سوک
- جونگ دا اون در نقش جین جو

### حضور ویژه
- جونگ وو سونگ در نقش یک مالک زمین[۵]